# Canada op de Gemenebestspelen

Vlag van Canada

Canada is een van de landen die deelneemt aan de Gemenebestspelen (of Commonwealth Games). Slechts zes landen nemen  sinds de eerste keer (in 1930) deel aan deze spelen, waaronder Canada. Canada was viermaal de organisator van de Gemenebestspelen. Het land was in totaal goed voor 1647 medailles waarvan 510 gouden.

## Canada als gastland
| Editie | Jaar | Gaststad  |
| I      | 1930 | Hamilton  |
| V      | 1954 | Vancouver |
| XI     | 1978 | Edmonton  |
| XV     | 1994 | Victoria  |

## Medailles
| Canada op de Gemenebestspelen | Canada op de Gemenebestspelen | Canada op de Gemenebestspelen | Canada op de Gemenebestspelen | Canada op de Gemenebestspelen | Canada op de Gemenebestspelen |
| ----------------------------- | ----------------------------- | ----------------------------- | ----------------------------- | ----------------------------- | ----------------------------- |
| Jaar                          | Goud                          | Zilver                        | Brons                         | Totaal                        | Rang                          |
| 1930                          | 20                            | 15                            | 19                            | 54                            | 2e                            |
| 1934                          | 17                            | 25                            | 9                             | 51                            | 2e                            |
| 1938                          | 13                            | 16                            | 15                            | 44                            | 3e                            |
| 1950                          | 8                             | 9                             | 13                            | 30                            | 4e                            |
| 1954                          | 9                             | 20                            | 14                            | 43                            | 4e                            |
| 1958                          | 1                             | 10                            | 16                            | 27                            | 10e                           |
| 1962                          | 4                             | 12                            | 15                            | 31                            | 5e                            |
| 1966                          | 14                            | 20                            | 23                            | 57                            | 3e                            |
| 1970                          | 18                            | 24                            | 24                            | 66                            | 3e                            |
| 1974                          | 25                            | 19                            | 18                            | 62                            | 3e                            |
| 1978                          | 45                            | 31                            | 33                            | 109                           | 1e                            |
| 1982                          | 26                            | 23                            | 33                            | 82                            | 3e                            |
| 1986                          | 51                            | 34                            | 31                            | 116                           | 2e                            |
| 1990                          | 35                            | 41                            | 37                            | 113                           | 3e                            |
| 1994                          | 40                            | 42                            | 47                            | 129                           | 2e                            |
| 1998                          | 30                            | 31                            | 38                            | 99                            | 3e                            |
| 2002                          | 31                            | 41                            | 46                            | 118                           | 3e                            |
| 2006                          | 26                            | 30                            | 31                            | 87                            | 3e                            |
| 2010                          | 26                            | 17                            | 33                            | 76                            | 4e                            |
| 2014                          | 32                            | 16                            | 34                            | 82                            | 3e                            |
| 2018                          | 15                            | 40                            | 27                            | 82                            | 4e                            |
| 2022                          | 26                            | 32                            | 34                            | 92                            | 3e                            |